# 26199 Aileenperry
26199 Aileenperry è un asteroide della fascia principale. Scoperto nel 1997, presenta un'orbita caratterizzata da un semiasse maggiore pari a 2,3519879 UA e da un'eccentricità di 0,0516093, inclinata di 3,54705° rispetto all'eclittica.